# Просте товариство
Просте товариство — договірне об'єднання фізичних та/або юридичних осіб, які зобов'язуються об'єднати свої вклади та спільно діяти з метою одержання прибутку або досягнення іншої мети. Просте товариство є формою спільної діяльності в сфері господарювання і регулюється статтями 1132—1143 Цивільного кодексу України, відповідними кодифікованими нормами про зобов'язання та про договори, іншими правовими актами.
Просте товариство не є юридичною особою і діє на підставі договору простого товариства. Договір простого товариства — консенсуальний, може бути як дво-, так і багатостороннім.

## Вклади учасників
Вкладом учасника вважається все те, що він вносить у спільну діяльність (спільне майно), в тому числі грошові кошти, інше майно, професійні та інші знання, навички та вміння, а також ділова репутація та ділові зв'язки. Вклади учасників вважаються рівними за вартістю, якщо інше не випливає із договору простого товариства або фактичних обставин. Грошова оцінка вкладу учасника провадиться за погодженням між учасниками.

## Спільне майно учасників
Внесене майно, а також вироблена у результаті спільної діяльності продукція та одержані від такої діяльності плоди і доходи є спільною частковою власністю учасників, якщо інше не встановлено договором простого товариства або законом. Внесене учасниками майно, яким вони володіли на підставах інших, ніж право власності, використовується в інтересах усіх учасників і є їхнім спільним майном. Порядок користування спільним майном здійснюється за
спільною згодою учасників, а в разі недосягнення згоди — у порядку, що встановлюється за рішенням суду.

## Реєстрація Договору про спільну діяльність
Договір про спільну діяльність підлягає реєстрації в податковому органі. Договір про спільну діяльність може бути зареєстровано платником податку на додану вартість. Сторони договору повинні призначити «оператора» СД, тобто особи відповідальної за сплату податків і зборів в процесі діяльності. Оператор договору призначається за згодою сторін. Якщо однією зі сторін є нерезидент (іноземна юридична або фізична особа) — такий договір підлягає Державній реєстрації управлінням Міністерства економічного розвитку і торгівлі України.

## Ведення спільних справ учасників
Просте товариство не має права діяти під загальною назвою (права на фірмове найменування). Під час ведення спільних справ кожний учасник має право діяти від імені всіх учасників, якщо договором простого товариства не встановлено, що ведення справ здійснюється окремими учасниками або спільно всіма учасниками договору простого товариства. У разі спільного ведення справ для вчинення кожного правочину потрібна згода всіх учасників. У відносинах із третіми особами повноваження учасника вчиняти правочини від імені всіх учасників посвідчується довіреністю, виданою йому іншими учасниками, або договором простого товариства. За спільними зобов'язаннями, що виникли не з договору, учасники відповідають солідарно. Прибуток розподіляється пропорційно вартості вкладів учасників у спільне майно, якщо інше не встановлено домовленістю учасників.

## Припинення діяльності простого товариства
Діяльність простого товариства припиняється у разі визнання учасника недієздатним, безвісно відсутнім, обмеження його цивільної дієздатності, якщо домовленістю між учасниками не передбачено збереження договору щодо ін. учасників; оголошення учасника банкрутом, якщо домовленістю між учасниками не передбачено збереження договору щодо інших учасників; смерті фізичної особи — учасника або ліквідації юридичної особи — учасника договору простого товариства, якщо домовленістю між учасниками не передбачено збереження договору щодо інших учасників або заміщення учасника, який помер (ліквідованої юридичної особи), його спадкоємцями (правонаступниками); відмови учасника від подальшої участі у договорі простого товариства або розірвання договору на вимогу одного з учасників, якщо домовленістю між учасниками не передбачено збереження договору щодо інших учасників; спливу строку договору простого товариства; виділу частки учасника на вимогу його кредитора, якщо домовленістю між учасниками не передбачено збереження договору щодо інших учасників; досягнення мети товариства або настання обставин, коли досягнення мети товариства стало неможливим. Учасник має право вийти з простого товариства, яке створено на невизначений строк.
У разі припинення діяльності простого товариства речі, передані у спільне володіння та/або користування учасників, повертаються учасникам без винагороди, якщо інше не передбачено домовленістю сторін. Поділ майна, що є у спільній власності учасників, і спільних прав вимоги, які виникли у них, здійснюється в порядку, встановленому Цивільним кодексом України.